# Al-Fárábího kazašská národní univerzita
Al-Fárábího kazašská národní univerzita (kazašsky: Әл-Фараби атындағы Қазақ ұлттық университеті, Äl-Farabi atyndağy Qazaq Ūlttyq Universitetı) je vysoká škola v kazachstánském městě Almaty. Od roku 1991 je pojmenována po středověkém učenci Al-Fárábím, jenž se na území Kazachstánu narodil, v minulosti nesla jméno Sergeje Mironoviče Kirova. V roce 2001 získala status národní univerzity. Založena byla roku 1933, a je tak nejstarší univerzitou v zemi. Vznikla na základech starších Pedagogického institutu. Počet studentů se pohybuje okolo 20 tisíc. Domácí studenti platí školné. Škola je rozčleněna na šestnáct fakult, třemi nejstaršími jsou fakulty biologie, fyziky a matematiky. Kampus školy uprostřed Almaty se nazývá Kazgugrad.
Od začátku 21. století škola neustále stoupala v žebříčcích mezinárodního hodnocení kvality, například v žebříčku QS World University Rankings byla ještě v roce 2012 na 390. místě na světě, aby po setrvalém stoupání žebříčkem dosáhla roku 2023 svého dosavadního vrcholu v podobě pozice 150. nejkvalitnější univerzity na světě. Po změně metodiky v žebříčku pro rok 2024 sice poklesla na 230. místo, ale i tak udržela pozici nejkvalitnějšího vysokého učení ve Střední Asii a 44. nejkvalitnější univerzity v Asii. V regionu, který QS pojmenovává jako "Rozvíjející se Evropa a Střední Asie", který zahrnuje střední Evropu (včetně Rakouska) i celé Rusko, je 16. nekvalitnější univerzitou.
Ke známým absolventům školy patří například podnikatelka Gulžan Moldažanová, sovětský disident Olžas Sulejmenov nebo kazachstánský ministr zahraničních věcí Kajrat Abdrachmanov.